# Chính phủ Lâm thời Thiên Tân
Chính phủ Lâm thời Thiên Tân là chính phủ do Liên quân tám nước thành lập trong cuộc nổi dậy của Nghĩa Hòa Đoàn ở Trung Quốc, nắm quyền kiểm soát thành phố lớn Thiên Tân và các khu vực lân cận từ năm 1900 đến năm 1902.
Sau khi lực lượng Nghĩa Hòa Đoàn chiếm được phần lớn Thiên Tân vào tháng 6 năm 1900, thành phố này bị Liên quân tám nước chiếm lại vào tháng 7 năm 1900. Bảy trong số các thành viên của Liên quân tám nước (Nga, Anh, Nhật, Đức, Pháp, Mỹ và Ý) đã quyết định thành lập Chính phủ Lâm thời Thiên Tân vào ngày 30 tháng 7 năm 1900. Chính phủ này ban đầu được gọi là Thiên Tân Đô thống Nha môn rồi sau mới đổi tên thành Chính phủ Lâm thời Thiên Tân vào ngày 14 tháng 8 cùng năm.
Chính phủ Lâm thời Thiên Tân có quyền kiểm soát quân sự đối với Thiên Tân, Thanh Hải, Ninh Hồ và một số khu vực khác, với 8 cơ quan điều hành trực thuộc. Chính phủ này sở hữu cả một đội tuần tra gồm 900 tay súng liên quân trực tiếp nằm dưới sự kiểm soát của mình. Kỹ sư đường sắt và cựu sĩ quan Na Uy Benjamin Wegner Nørregaard từng làm việc ở Trung Quốc trong vài năm qua, được liên quân tuyển dụng trên cương vị là một loại bộ trưởng lao động, đồng thời thiết kế trụ sở chính phủ hoành tráng.
Hầu hết Trung đoàn 15 Bộ binh của quân đội Mỹ đã đặt chân đến Thiên Tân vào ngày 16 tháng 8 năm 1900, đóng vai trò như một phần của Cuộc viễn chinh Cứu viện Trung Quốc. Chính phủ Lâm thời Thiên Tân tồn tại cho đến ngày 15 tháng 8 năm 1902 thì trao trả quyền kiểm soát lãnh thổ của mình cho triều đình nhà Thanh. Tuy vậy, Liên quân tám nước vẫn duy trì sự hiện diện quân sự trong khu vực nhằm đảm bảo tuyến đường thông đến thủ đô Bắc Kinh.